# Stelarc
 (juin 2021).
La mise en forme du texte ne suit pas les recommandations de Wikipédia : il faut le « wikifier ».
Les points d'amélioration suivants sont les cas les plus fréquents. Le détail des points à revoir est peut-être précisé sur la page de discussion.
- Les titres sont pré-formatés par le logiciel. Ils ne sont ni en capitales, ni en gras.
- Le texte ne doit pas être écrit en capitales (les noms de famille non plus), ni en gras, ni en italique, ni en « petit »…
- Le gras n'est utilisé que pour surligner le titre de l'article dans l'introduction, une seule fois.
- L'italique est rarement utilisé : mots en langue étrangère, titres d'œuvres, noms de bateaux, etc.
- Les citations ne sont pas en italique mais en corps de texte normal. Elles sont entourées par des guillemets français : « et ».
- Les listes à puces sont à éviter, des paragraphes rédigés étant largement préférés. Les tableaux sont à réserver à la présentation de données structurées (résultats, etc.).
- Les appels de note de bas de page (petits chiffres en exposant, introduits par l'outil «  Source ») sont à placer entre la fin de phrase et le point final[comme ça].
- Les liens internes (vers d'autres articles de Wikipédia) sont à choisir avec parcimonie. Créez des liens vers des articles approfondissant le sujet. Les termes génériques sans rapport avec le sujet sont à éviter, ainsi que les répétitions de liens vers un même terme.
- Les liens externes sont à placer uniquement dans une section « Liens externes », à la fin de l'article. Ces liens sont à choisir avec parcimonie suivant les règles définies. Si un lien sert de source à l'article, son insertion dans le texte est à faire par les notes de bas de page.
- La présentation des références doit suivre les conventions bibliographiques. Il est recommandé d'utiliser les modèles {{Ouvrage}}, {{Chapitre}}, {{Article}}, {{Lien web}} et/ou {{Bibliographie}}. Le mode d'édition visuel peut mettre en forme automatiquement les références.
- Insérer une infobox (cadre d'informations à droite) n'est pas obligatoire pour parachever la mise en page.

Pour une aide détaillée, merci de consulter Aide:Wikification.
Si vous pensez que ces points ont été résolus, vous pouvez retirer ce bandeau et améliorer la mise en forme d'un autre article.
Stelarc, de son vrai nom Stelios Arcadiou, né le 19 juin 1946 à Limassol (Chypre) est un artiste australien. Il est connu pour ses performances d'Art corporel dans lesquelles il mêle le corps biologique à des composants électroniques ou robotiques, suivant le principe selon lequel le corps humain est obsolète.

## Performances
Son travail se base sur « l'idée du corps comme architecture évolutive et l'exploration d'une structure anatomique alternative. »  Il explique que « tous [ses] projets et performances se penchent sur l'augmentation prothétique du corps, que ce soit une augmentation par la machine, une augmentation virtuelle ou par des processus licornologique ».
L’œuvre de Stelarc explore les conditions de la relation Humain/machine et explore la définition de la corporéité en regard des avancées technologiques. Il utilise du matériel médical, robotique, biotechnologique ainsi qu'internet et les systèmes de réalité virtuelle pour créer différentes interfaces avec son corps.
- Il explore le corps et ses limites : Body Suspensions

- Il conçoit des œuvres d’interaction corps/robot comme dispositif prothétique extériorisé avec la série des Hexapodes : Exoskeleton, Muscle Machine, Hexapod.

- Il conçoit une œuvre de technologies situées dans le corps comme « espace d’hôte » avec Stomach Sculpture, Extra Ear

- Il conçoit des œuvres d’hybridation corps/machine où le dispositif prothétique est attaché au corps : Third Hand puis avec l’exigence d’une analogie plus forte, Extra Ear.

- Il conçoit une série d’œuvres d’hybridation réel/virtuel qui situent le corps au sein d’un environnement-interface : Fractal Flesh, Parasite, Ping Body.  Ces œuvres correspondent à la définition de l'installation performée qui, selon la terminologie de David Thomas[2], est un croisement entre l’art de la Performance et l’art de l’Installation.

- Il conçoit des œuvres de simulation de corps virtuel : Movatar, URL Body.

- Il conçoit des œuvres de simulation de la subjectivité : Prosthetic Head.

- Il conçoit également des œuvres utilisant la biologie cellulaire ¼ Scale Ear, Partial Head, où une partie substantielle du corps est rendue indépendante et évolue comme une structure autonome.

- Enfin, sa dernière œuvre, Blender, consiste en un mixage dans un Blender (mixeur) industriel, de la graisse de son torse issue d’une liposuccion, avec d’autres matières organiques et se présente comme une Installation.